# Ernst Thälmann

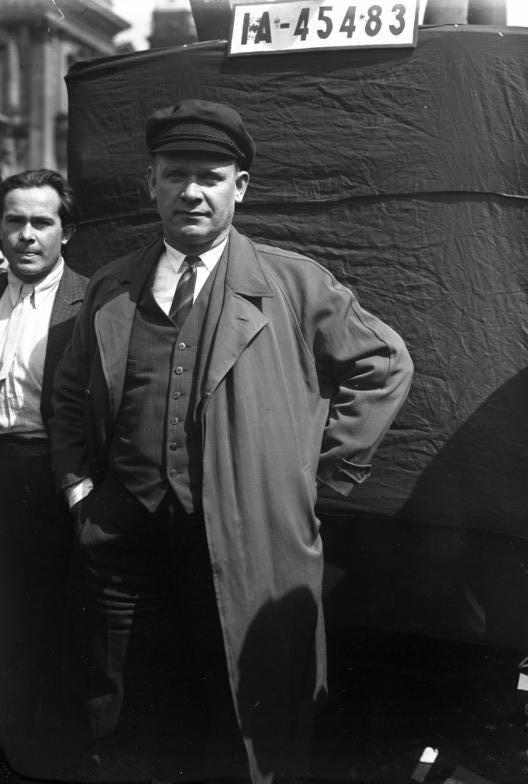
Ernst Thälmann

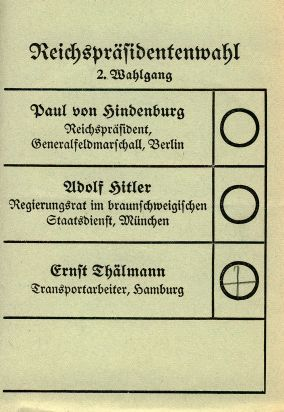
Een kiesformulier uit 1932 met de naam van Thälmann aangekruist

Ernst Thälmann (Hamburg, 16 april 1886 - Buchenwald, 18 augustus 1944) was de leider van de Kommunistische Partei Deutschlands (KPD) tijdens de Weimarrepubliek.

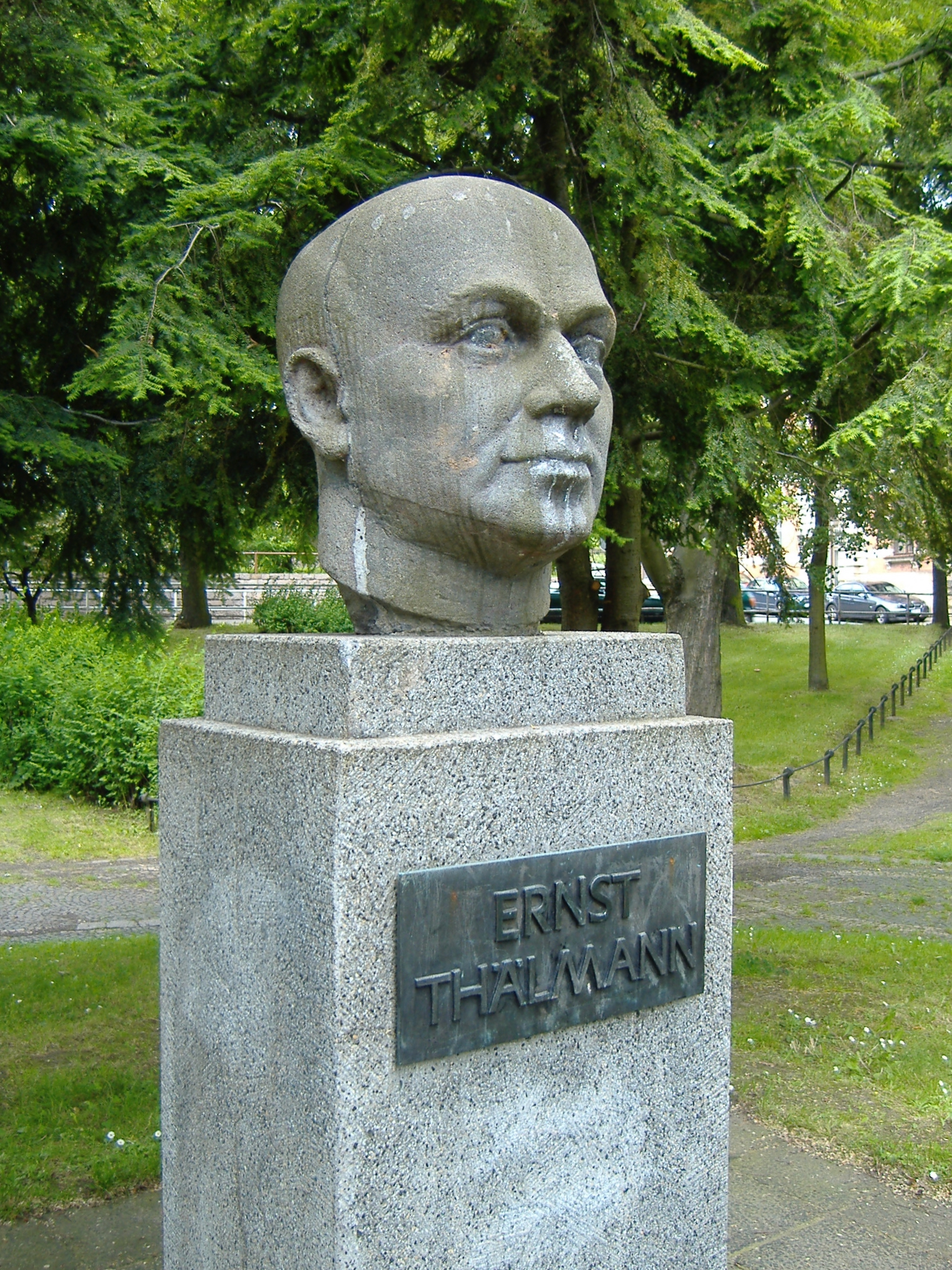
Beeld van Ernst Thälmann in Werdau, Saksen

Thälmann moest als kind na schooltijd helpen in de groentewinkel van zijn ouders en mocht geen vervolgopleiding doen. Hij liep weg van huis en ging werken in de haven van Hamburg. Daar nam hij deel aan de grote havenstaking van november 1896 tot februari 1897.
Tijdens de Eerste Wereldoorlog vocht hij in Frankrijk en werd in 1917 lid van de Onafhankelijke Sociaaldemocratische Partij van Duitsland (USPD). Toen er in deze partij in 1920 onenigheid ontstond over het al dan niet toetreden tot de Komintern, koos Thälmann voor de communisten.
In mei 1924 werd hij in de Reichstag verkozen en in oktober 1925 werd hij voorzitter van de KPD en deed hij een gooi naar het presidentschap. Mede door Thälmanns kandidaatschap in de tweede ronde van de verkiezingen werden de linkse stemmen verdeeld onder communisten en gematigde socialisten en kon Paul von Hindenburg de kandidaat van de Deutsche Zentrumspartei Wilhelm Marx met gemak verslaan. In maart 1932 was hij opnieuw kandidaat, ditmaal tegen de herkiesbare, maar dementerende 84-jarige Von Hindenburg en Adolf Hitler. De slogan van de KPD was destijds: "Een stem voor Hindenburg is een stem voor Hitler, een stem voor Hitler is een stem voor oorlog." Hindenburg werd herkozen en benoemde Hitler tot kanselier.
Nadat de nazi's in januari 1933 definitief aan de macht kwamen, probeerde Thälmann een algemene staking te organiseren om Hitler ten val te brengen. Deze poging mislukte. In februari van dat jaar organiseerde Thälmann een bijeenkomst waar hij opriep Hitler met geweld af te zetten. Daarop werd Thälmann op 3 maart in Berlijn gearresteerd door de Gestapo en gedurende elf jaar opgesloten. In augustus 1944 werd hij op persoonlijk bevel van Adolf Hitler geëxecuteerd in het concentratiekamp Buchenwald.
De "Pionierorganisation Ernst Thälmann", de officiële jeugdorganisatie van de regerende communistische partij van de DDR werd naar Thälmann vernoemd. Ook een onbewoond eiland bij Cuba werd naar Thälmann vernoemd, in het Spaans Cayo Ernesto Thaelmann en het Duits Ernst-Thälmann-Insel, oftewel het Ernst Thälmann-eiland.
In 1986 werd in Berlin-Prenzlauer Berg het Ernst-Thälmann-Park aangelegd ter gelegenheid van Thälmanns 100e verjaardag en de viering van 750 jaar Berlijn. Het park was een belangrijk visitekaartje voor wonen in de DDR en werd op belangrijke staatsbezoeken aangedaan: de karakteristieke woontorens van de DDR waren er aanwezig, net als een school, een zwembad en een planetarium. Ook werd er een dertien meter hoog bronzen beeld van Thälmann geplaatst. Na de val van de DDR kwamen het beeld en de naam van het park ter discussie te staan, maar in 1997 besloot het stadsdeelkantoor toch tot behoud van beide: hoewel het communisme inmiddels was afgezworen, werden Thälmanns pogingen om het oprukken van Hitler tegen te houden nog steeds sterk bewonderd. Park en beeld zijn anno 2021 nog aanwezig. 
- Bibsys: 90135113
- Bibliothèque nationale de France: cb11956479q (data)
- CiNii: DA01739637
- Gemeinsame Normdatei: 118621505
- International Standard Name Identifier: 0000 0000 8190 8213
- Library of Congress Control Number: n50012054
- Nationale Bibliotheek van Letland: 000230110
- Bibliotheek van het Japanse parlement: 00621554
- Nationale Bibliotheek van Tsjechië: xx0023116
- Nationale Bibliotheek van Israël: 987007463506905171
- Nationale Bibliotheek van Polen: a0000001774262
- Nederlandse Thesaurus van Auteursnamen: 072287810
- Réseau des bibliothèques de Suisse occidentale: 02-A003894528
- SNAC: w6834bpz
- Système universitaire de documentation: 027547779
- Virtual International Authority File: 19638
- WorldCat: E39PBJwCYhkgYxvw9ch9T6fjG3